# Zableće
Zableće (cyr. Заблеће) – wieś w Bośni i Hercegowinie, w Republice Serbskiej, w gminie Ribnik. W 2013 roku liczyła 567 mieszkańców.